# Abigaíl (telenovela)
Abigaíl es una telenovela venezolana transmitida por RCTV. Con base en la idea original de Inés Rodena, fue escrita por Elizabeth Alezard, Alberto Gómez, Mariana Luján, Amparo Montalva y María Helena Portas y dirigida por Tito Rojas. 
Protagonizada por Catherine Fulop y Fernando Carrillo y con las actuaciones antagónicas de Hilda Abrahamz y Roberto Moll.

## Sinopsis
Cuenta la historia de la caprichosa Abigaíl, hija única de un acaudalado hombre de negocios, hermosa y conflictiva, que se enamora del profesor Carlos Alfredo, que le imparte clases de literatura en el colegio San Lázaro. Abigaíl consigue conquistar al profesor Carlos Alfredo y enseguida tienen un hijo, el cual ella regala a una taxista desconocida en un momento de desvarió mental.
Abigaíl luchará durante muchos años por recuperar a su hijo y poder recuperar el amor de Carlos Alfredo, al que culpa de la pérdida de su niño. Su hijo, Cheíto, reaparecerá años más tarde un día en que, por necesidad, entra a robar en la mansión de Abigaíl.
Abigaíl también tendrá que lidiar con las hermanas gemelas, María Begoña y María Clara, que intentan arrebatarle su amor.
La historia será odisea de un amor que sorteará un matrimonio equivocado, una crisis de locura, un hijo, unos padres ajenos, hasta la feliz unión de Abigaíl y Carlos Alfredo.

## Elenco
- Catherine Fulop - Abigaíl Guzmán de Ruiz
- Fernando Carrillo - Prof. Carlos Alfredo Ruiz Aponte
- Hilda Abrahamz - María Clara Martínez / María Begoña Martínez
- Roberto Moll - Álvaro dos Santos Ortiz
- Rosita Vásquez - Berta Aponte Vda. de Ruiz
- Guillermo Ferrán - Guillermo Guzmán
- Virginia Urdaneta - Carlota Martínez
- Dalila Colombo - Rosalba Maldonado
- Manuel Carrillo - Carlos Alfredo "Cheíto" Martínez / Carlos Alfredo "Cheíto" Ruiz Guzmán
- Hylene Rodríguez - Mariana "Marianita" Ruiz Guzmán
- Gledys Ibarra - Pastora
- Romelia Agüero - Blanca Cabrera
- Marisela Buitrago - Viviana López
- Roberto Lamarca - Padre Ismael
- Ileana Jacket - Estrella Monsalve
- Ricardo García - Marcos Rodríguez "El Látigo"
- Marcial Coronado - Joao "el portugués"
- América Barrios - Madre Teresa
- Adolfo Cubas - Leonel Santana
- Inés María Calero - Bárbara Urdaneta
- Crisol Carabal - Rosario "Charito" Santana
- Astrid Carolina Herrera - Amanda Riquelme
- Coromoto Rivero - Susana Pérez "Susanita"
- Helianta Cruz - Mónica Salvatierra
- Miguel de León - Médico fisiatra
- Vanessa - Sandra
- Elio Pietrini - Rubén
- Karl Hoffman - Daniel Morales
- Asdrúbal Blanco - Eduardito
- Rita De Gois - Prof. Ninoska Sepúlveda
- Manuel Gassol - Prof. José Rafael Pereira
- Zulay García - Lucía Martínez
- Dante Carlé - Padre Agustín
- Ignacio Navarro - Gaitán
- Alejandro Delgado - Dr. Freddy Avellaneda
- Laura Brey - Sonia Ibarra "La Malvaloca"
- Antonio "Negro" Machuca - Prof. Jean Louis René Goduón
- Aidita Artigas - Balbina López
- Katherina Sperka - Tatiana
- Lourdes Medrano - Maruca
- Evelyn Berroterán - Chela
- Sandra Juhasz - Matilde Izaguirre
- Bárbara Mosquera - Emilita "La Cubana"
- Domingo del Castillo - Joaquín Martínez
- Vicky Franco - Leandra
- Felipe Mundarain - Comisario Bressanutti
- Leonardo Oliva - Prof. Oropeza
- Dolores Beltrán - Javiera
- Zuleima González - Pamela
- María del Pilar - Dir. Arismendi
- Gabriela Gerbes - Silvia Oropeza
- Alexander Montilla - Fernando
- Lolymar Sánchez - Zulayta
- Ileana Alomá - Elizabeth
- Roberto Luque - León Felipe
- Carmen Landaeta - Ruperta
- Arturo Forcucci - Peatón recurrente
- Bonnie Morín - Julia
- Nelson Segre - Insp. Camacho
- Carmen Alicia Mora - Ana Leónidas Guzmán
- Estrella Castellanos - Rita Monsalve
- Luis José Cerisola - Director Del Colegio
- José Eloy Sánchez

## Versiones
- Abigaíl está basada en la telenovela venezolana Raquel de (RCTV - 1973), escrita por Inés Rodena y protagonizada por Doris Wells y Raúl Amundaray.

- En 1999 Venezuela vuelve a insistir en la historia pero esta vez bajo el título de “Luisa Fernanda" con Scarlet Ortiz, Guillermo Pérez y Dora Mazzone a la cual le cambiaron toda la trama, puesto que en lugar de contar la historia de una liceísta, trata sobre una estudiante universitaria.

- Telemundo produce “Marina” en el 2006 con Sandra Echeverría, Mauricio Ochmann y Manolo Cardona

- En Chile se estrenó a finales de 1989 inicialmente en el horario de las 14.30 por TVN y a mediados de 1990 el canal decide trasladarla a las 19:00 (antes de la emisión del noticiero central). Tuvo un gran éxito y es recordada hasta el día de hoy, incluso sus actores visitaron el país. Recordada es la visita de Manuel Carrillo (Cheíto en la telenovela) quien en una presentación donde cantaba, tuvo una graciosa caída en el escenario.

- En 1979 se realizó la segunda parte de la radionovela de Inés Rodena, Cuando se abandona un hijo, llamada Los ricos también lloran con Verónica Castro y Rogelio Guerra.

- En 1980 se realizó una contraparte de la telenovela Raquel, llamada Verónica, por el cual la niña caprichosa es la villana de la historia, protagonizada por Julissa, Ricardo Blume y Christian Bach.

- Se realizó en 1995, está basada en Los ricos también lloran, que es María la del barrio con Thalía, Fernando Colunga e Itatí Cantoral.

- En 1997, se basó en la historia de Verónica, llamada Sin ti con Gabriela Rivero, René Strickler y Adamari López.

- En el año 2005, se estrenó por la cadena SBT en Brasil una adaptación de producción propia de esta telenovela llamada Os Ricos Também Choram, protagonizado por Márcio Kieling y Thaís Fersoza.

- Datos: Q1968145